# Покровское (Юровский сельсовет)
Покровское — деревня в Грязовецком районе Вологодской области.
Входит в состав Юровского муниципального образования, с точки зрения административно-территориального деления — в Юровский сельсовет.

## География
Расстояние по автодороге до районного центра Грязовца — 32 км, до центра муниципального образования Юрово — 12 км. Ближайшие населённые пункты — Захарово, Погорелка, Новоселка.

## Население
По переписи 2002 года население — 22 человека (9 мужчин, 13 женщин). Всё население — русские.

## Достопримечательности
Главным образом деревня известна тем, что в ней располагается Усадьба Брянчаниновых. 

## История
Деревня в 1617 году была пожалована старинному дворянскому роду Брянчаниновых за проявленное мужество при обороне Смоленска и изгнании поляков. При усадьбе на средства помещиков была возведена и действует Покровская церковь.

## Известные уроженцы
В селе родился известный Православный святой — святитель Игнатий (Брянчанинов).